# Liste der Monuments historiques in Angerville (Essonne)
Die Liste der Monuments historiques in Angerville (Essonne) führt die Monuments historiques in der französischen Gemeinde Angerville auf.

## Liste der Bauwerke
| Bezeichnung         | Beschreibung             | Standort | Kennzeichnung | Schutzstatus | Datum | Bild           |
| ------------------- | ------------------------ | -------- | ------------- | ------------ | ----- | -------------- |
| Schloss Dommerville | Erbaut von 1777 bis 1782 | (Lage)   | PA00087800    | Inscrit      | 1977  | weitere Bilder |

## Liste der Objekte

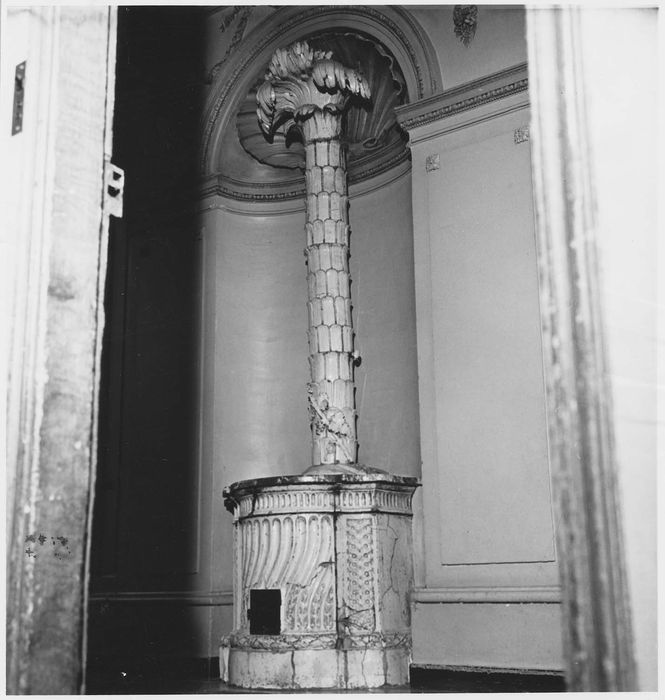
Heizofen im Schloss Dommerville (um 1780)

- Monuments historiques (Objekte) in Angerville (Essonne) in der Base Palissy des französischen Kultusministeriums